# مارینه مارابیان
مارینه مارابیان (ارمنی: Մարինե Գեւորգի Մարաբյան؛ انگلیسی: Marine Marabyan زادهٔ ۲۶ اوت ۱۹۷۶) یک لغت‌شناس، شرق‌شناس و سیاستمدار اهل ارمنستان است که از تاریخ ۲۰۱۲ تا تاریخ ۲۰۱۷ سمت نمایندگی دوره پنجم مجلس ملی جمهوری ارمنستان را برعهده داشت.

## زندگی‌نامه
در ۲۶ اوت ۱۹۷۶ در ایروان به دنیا آمد و از دانشکده شرق‌شناسی دانشگاه دولتی ایروان (۱۹۹۸) فارغ‌التحصیل شد. وی در گراند کندی فعالیت کرده است. 

## یادداشت
1. ↑  արևելագիտության ֆակուլտետ
2. ↑  Գրանդ Քենդի